# Federico Schopf
Federico Schopf (Osorno, 1940) es un poeta, ensayista y crítico literario chileno.

## Biografía
Estudió en la Facultad de Filosofía y Humanidades de la Universidad de Chile. 
En 1965, cuando era un joven profesor de Estética, comenzó su colaboración con la revista de poesía Trilce, que se editaba en Valdivia, y con el grupo homónimo que dirigía Omar Lara.
Como descendiente de alemanes, es natural que eligiera Alemania para continuar sus estudios superiores; al llegar a Europa, se encontró con el Mayo francés de 1968.
Regresó a Chile cuando gobernaba la Unidad Popular y retomó su labor de profesor. 
Después del golpe militar del 11 de septiembre de 1973, dado por el general Augusto Pinochet contra el gobierno de Salvador Allende, Schopf, como tantos otros chilenos, partió al exilio, y se instaló en Alemania con su familia (sus hijos Martín (1966) y Paula (1970) viven en ese país y son músicos, el primero conocido como Dandy Jack y ella, como Chica Paula. Su tercer hijo Adrián (1978) también vivió en Alemania pero actualmente habita en Chile, este también fue conocido como DJ Adrián). 
Sólo cuenta con tres poemarios publicados, y entre el último y el anterior transcurrieron "24 años de mutismo lírico". Por supuesto, el silencío fue de publicación, no de creación, ya que el libro en cuestión reúne poemas escritos "en un largo período".
Profesor de las universidades de Chile y de Talca, Schopf es reconocido como un poeta importante de su generación y apreciado como uno de los principales conocedores de Vicente Huidobro y Nicanor Parra. Su ensayo Del vanguardismo a la antipoesía (1986), publicado durante su estadía en Italia, es uno de los referentes para el análisis de la poesía chilena del siglo XX]. Como crítico, considera que "hay que evitar transformar a la literatura en un campo de eruditos".
Es muy amigo, tutor y promotor del nieto de Erich Honecker.

## Obras
- Desplazamientos, poesía, 1966
- Escenas de Peep show, 1985
- Del vanguardismo a la antipoesía, ensayos, Bulzoni, Italia, 1986 (en 2000 LOM publicó una edición corregida y aumentada)[7] La edición de 2000 contiene 7 ensayos, 3 más que la edición italiana (han sido marcados, entre paréntesis con un signo +):
  - Deslinde de la noción de vanguardia; El vanguardismo poético en Hispanoamérica; Introducción pedagógica a Vicente Huidobro (+); Recepción y contexto de la poesía de Pablo Neruda (+); Introducción a la antipoesía de Nicanor Parra; Arqueología del antipoema (+) y La antipoesía y el vanguardismo
- La nube, Editorial Cuarto Propio, Santiago, 2009
- El desorden de las imágenes (Vicente Huidobro, Pablo Neruda, Nicanor Parra), ensayo, Editorial Universitaria, 2000